# Жарский сельсовет (Витебская область)
Жарский сельсовет — административная единица на территории Ушачского района Витебской области Республики Беларусь.

## Состав
Жарский сельсовет включает 26 населённых пунктов:
- Азаренки — деревня.
- Боровцы — деревня.
- Бровчино — деревня.
- Вацлавово — деревня.
- Вашково — деревня.
- Городец — деревня.
- Гута — деревня.
- Двор-Жары — деревня.
- Дворица — деревня.
- Дутчино — деревня.
- Жары — деревня.
- Завыдрино — деревня.
- Зарубовщина — деревня.
- Звонь — деревня.
- Ильюшино — агрогородок.
- Качаны — деревня.
- Новоселье — деревня.
- Петухи — деревня.
- Помелково — деревня.
- Рагуцкие — деревня.
- Сержаны — деревня.
- Слобода — деревня.
- Старинка — деревня.
- Старое Село — деревня.
- Углы — деревня.
- Черноручье — деревня.